# بلدرچین جزایر قناری
بلدرچین جزایر قناری (نام علمی: Coturnix gomerae) نام یک گونه از تیره قرقاولیان است.